# کالای عمومی
در علم اقتصاد یک کالای عمومی کالایی غیر رقابتی و تخصیص‌ناپذیر است. غیر رقابتی بودن به این معنی است که مصرف آن کالا توسط یک نفر، دسترسی کالا برای مصرف توسط دیگران را محدود نمی‌کند؛ تخصیص ناپذیر بودن به این معناست که نمی‌توان آن را به کسی یا کسانی تخصیص داد و افراد دیگر را از استفاده آن مستثنی کرد. در جهان واقعی ممکن است هیچ چیزی به عنوان کالای غیر رقابتی و غیرقابل استثناء به‌طور مطلق نباشد.
برای مثال اگر یک فرد یک پزشک را ملاقات کند در اینجا امکان ملاقات پزشک برای هر فرد دیگر کمتر شود و آن ممکن است دیگران را از ملاقات آن پزشک محروم کند. این ملاقات‌های پزشک را یک کالای خصوصی قابل استثناء و رقابتی می‌سازد. بالعکس، نفس کشیدن به‌طور معنا داری مقدار هوا در دسترس برای دیگران را کاهش نمی‌دهد، و مردم نمی‌توانند به‌طور مؤثر مستثنی از استفاده از هوا باشد. این هوا را یک کالای عمومی می‌سازد، اگرچه به لحاظ اقتصادی ناچیز است، از آنجایی که هوا یک کالای رایگان است. یک مثال واضح و آسان تغییر فایل‌های موسیقی mp۳ روی اینترنت است؛ استفاده این فایل‌ها توسط یک شخص استفاده توسط دیگران را محدود نمی‌کند.
غیر رقابتی بودن و غیرقابل استثناء بودن ممکن است مشکلاتی را برای تولید برخی کالاها سبب شود. به‌طور خاص، برخی اقتصاد دانان بحث کرده‌اند که آن‌ها ممکن است منجر به مصداق‌های شکست بازار شوند، در جایی که بازارهای غیر هماهنگ مشتق شده به وسیله بخش‌های کارکردی در علاقه‌های متعلق به خودشان ناتوان هستند تا این کالاها را در مقدارهای خواسته شده فراهم بکنند. این موضوع‌ها به عنوان مسائل کالاهای عمومی شناخته شده هستند، در اینجا بحث‌های خوب علمی روی اینکه چطور اهمیت شان را برای یک نظام اقتصادی اندازه بگیرید، و بهترین راه علاج را شناسایی بکند. این مذاکرات می‌تواند برای مباحث سیاسی دربارهٔ نقش بازارها در اقتصاد مهم باشد. به‌طور فنی‌تر، مسائل کالاهای عمومی با موضوع گسترش دهنده پیامدهای خارجی مرتبط هستند.
به لحاظ نموداری، غیر رقابتی بودن به این معنی است که هر چند فرد که یک منحنی تقاضا برای کالای عمومی دارند، بنابراین منحنی‌های تقاضای انفرادی به‌طور عمودی جمع می‌شوند تا منحنی تقاضای کل برای کالای عمومی به دست بیاید. این بر عکس روش برای استخراج منحنی تقاضای کل برای یک کالای خصوصی است، در این‌جا تقاضاهای انفرادی به‌طور افقی جمع می‌شوند. ساموئلسون معمولاً به عنوان اولین اقتصاد دان نسبت داده می‌شود که تئوری کالاهای عمومی را بسط داد. در مقالات کلاسیک ۱۹۵۴ تئوری محض مخارج عمومی او یک کالای عمومی را در آن مقاله یک کالای مصرفی تجمعی تعریف کرد: … کالاهایی که همه لذت می‌برند به‌طور معمول در حالتی که مصرف هر فرد از یک کالا منجر به کاهش مصرف سایر افراد از آن کالا نشود…
این یک خصوصیت است که به عنوان غیر رقابتی و غیرقابل استثناء بودن شناخته شده است.

## کالای خصوصی
بر خلاف یک کالای عمومی یک کالای خصوصی است که این ویژگی‌ها را ندارد. برای مثال یک قرص نان یک کالای خصوصی است:تعلق آن می‌تواند دیگران را از استفاده از آن محروم کند، و با مصرف یکبار آن دیگر نمی‌تواند دوباره استفاده شود.
یک کالا که رقابتی است اما غیرقابل استثنا است گاهی اوقات یک منبع مشترک نامیده می‌شود. برخی کالاها موضوعات شبیه به کالاهای عمومی ایجاد می‌کند؛ برای مثال، خیلی مشکل است قیودی روی ماهیگیری در عمق دریا که حجم ماهی جهان می‌تواند در نظر گرفته شود را به عنوان یک منبع غیرقابل استثناء اعمال بکند، اما این متناهی و نزولی است.

## غیرقابل استثنا (تخصیص ناپذیر)
تعریف غیرقابل استثناء بیان می‌کند که آن ممکن است افراد را از مصرف محروم بکند. تکنولوژی اکنون اجازه می‌دهد پخش‌های رادیو و تلویزیون پنهانی باشد مثل اشخاصی که بدون یک رمز گشایی خاص از پخش محروم می‌شوند. صورت‌های زیادی از کالای اطلاعات ویژگی‌های کالاهای عمومی را دارند. برای مثال، یک شعر می‌تواند خوانده شود توسط افراد زیادی بدون اینکه مصرف آن کالا توسط دیگران کاهش یابد؛ در این حالت؛ آن غیر رقابتی است. به‌طور مشابه؛ اطلاعات در بیشترین حق امتیاز توسط هر بخش بدون کاهش مصرف آن کالا توسط دیگران می‌تواند استفاده شود. به هر حال؛ فردی که آن شعر را نوشته ممکن است تسهیم آن را با دیگران به وسیله انتشار ندادن آن کاهش دهد. حق کپی‌برداری و حق امتیاز هر دو تشویق می‌کند و جلوگیری می‌کند خلق برخی کالاهای غیر رقابتی را به وسیله ایجاد انحصارات موقتی، یا در اصطلاحات علمی کالاهای عمومی، ایجاد یک مکانیسم قانونی استثناپذیری را برای یک دوره زمانی محدود اعمال می‌کند. برای کالا عمومی، «درآمد از دست رفته» تولیدکننده آن کالا بخشی از تعریف نیست: یک کالای عمومی کالای است که مصرف آن مصرف دیگران از آن کالا را کاهش نمی‌دهد. مفهوم اقتصادی کالای عمومی نباید با بیان «کالای عمومی»، که معمولاً هست یک کاربرد از یک تفکر اخلاقی تجمعی «کالا» در تصمیم‌سازی سیاسی گیج‌کننده باشد. سردرگمی معمول دیگر هست که کالاهای عمومی کالاهای فراهم شده توسط بخش عمومی هستند. اگرچه آن اغلب حالتی است که دولت در تولید کالاهای عمومی وارد می‌شود، این ضرورتاً حالت مورد نظر نیست. کالاهای عمومی ممکن است به‌طور طبیعی در دسترس باشند. آن‌ها ممکن است به وسیله عمل تجمعی نامعین توسط افراد و بنگاه‌های خصوصی تولید شوند، یا آن‌ها به هیچ وجه ممکن نیست تولید شوند.

## کالای تجمعی
کالای تجمعی تعریف می‌شود کالای عمومی که می‌تواند به عنوان کالای خصوصی تحویل داده می‌شود، ولی معمولاً توسط دولت به دلایل مختلف، شامل سیاست اجتماعی، و امور مالی از وجوه عمومی شبیه مالیات‌ها تحویل داده می‌شود.

## مثال‌ها
مثال‌های مرسوم از کالاهای عمومی شامل:امور دفاعی و اجرای قانون (شامل سیستم حقوق دارایی)، امور آتش‌نشانی عمومی، برق منازل، هوای پاک و کالاهای محیطی دیگر، و کالاهای اطلاعاتی، از قبیل توسعه نرم‌افزار، نویسندگی (تألیف)، و اختراع. برخی کالاها (مثل مواد مخدر) نیاز دارد به انگیزه‌های دولتی خاص تا تولید شوند، ولی نمی‌توانند به عنوان کالاهای عمومی دسته‌بندی شوند زیرا آن‌ها موارد مورد نیاز بالا (غیر رقابتی و غیرقابل استثناء بودن) را انجام نمی‌دهند.
پیشرفت‌های تکنولوژیکی می‌تواند کالاهای عمومی جدیدی ایجاد کند. ساده‌ترین مثال‌ها روشنایی خیابان‌ها هستند، که نسبتاً از اختراعات اخیر هستند. یک لذت شخصی از آن‌ها لذت اشخاص دیگر را کاهش نمی‌دهد. از جهت دیگر، یک وضعیت کالای عمومی ممکن است در طول زمان تغییر کند. پیشرفت فنی (تکنولوژیکی) می‌تواند به لحاظ معنا داری روی استثناپذیری کالاهای عمومی سنتی اثر گذارد.

## معضل مفت سواری(free rider problem)
کالاهای عمومی یک مثال خیلی مهم از شکست بازار فراهم می‌کنند، که رفتاری شبیه بازار افراد جویای سود نتایج کارایی ایجاد نمی‌کند. تولید کالاهای عمومی نتیجه می‌دهد پیامدهای خارجی مثبت را که جبران نمی‌شود. اگر سازمان‌های خصوصی همه منافع یک کالای عمومی که آن‌ها تولید کرده‌اند جمع‌آوری نمی‌کنند، انگیزه‌شان برای تولید آن به‌طور داوطلبانه شاید ناکافی باشد. مصرف‌کنندگان می‌توانند سود کالاهای عمومی را بدون مشارکت کافی در تولید شان را ببرند. این اصطلاحاً مسئله سواری رایگان نامیده می‌شود (زیرا سهم مصرف‌کنندگان خیلی کم خواهد بود اما صفر نیست). اگر مصرف‌کنندگان به سواری رایگان زیاد تصمیم بگیرند، هزینه‌های خصوصی از منافع خصوصی بیشتر می‌شود و انگیزه به فراهم کردن کالا یا خدمات از طریق بازار از بین می‌رود؛ بنابراین بازارشکست می‌خورد تا فراهم کند یک کالا یا خدمتی که در این‌جا یک نیاز است.
مسئله سواری رایگان به یک مفهوم انسانی به عنوان اقتصاد بشری بستگی دارد:صرفاً عقلانی و همچنین صرفاً خودخواه- شدیداً فرد گرای، با لحاظ کردن فقط آن منافعی و هزینه‌های که مستقیماً روی مصرف‌کننده تأثیر می‌گذارد. کالاهای عمومی به شخص انگیزه می‌دهد تا سوار رایگان باشد.
برای مثال، دفاع ملی را در نظر بگیرید، یک مثال استاندارد از یک کالای عمومی محض است فرض کنید اقتصاد بشری دربارهٔ اعمال برخی تلاش‌های اضافی می‌اندیشد تا از جامعه دفاع کند. منافع برای افراد تلاش‌کننده خیلی کم خواهد بود، زیرا منافع بین همه مردم در کشور توزیع خواهد شد. همچنین یک احتمال خیلی بالا وجود دارد که مرد یا زن در طی دوره خدمات نظامی آسیب دیده یا کشته شود.
از جهت دیگر، سوار رایگان می‌داند که هیچ زن و مردی نمی‌تواند از منافع دفاع ملی محروم شود علی‌رغم این که خواه او در آن نقش داشته باشد یا نداشته باشد. در این‌جا همچنین هیچ راهی که این منافع می‌تواند تقسیم و توزیع شود به صورت بخش‌های فردی بین مردم وجود ندارد. سوار رایگان هیچ تلاش اضافی به کار نخواهد برد، مگر این که برخی لذت‌های ذاتی یا پاداش مادی برای انجام این کار وجود داشته باشد.
در مورد کالای اطلاعات، اختراع یک محصول جدید ممکن است همه جامعه سود ببرند، اما به ندرت کسی حاضر است برای اختراع پول بپردازد اگر آن‌ها می‌توانند از آن به‌طور رایگان سود ببرند.

## قرار داد تضمین
یک قرارداد تضمین یک قرار دادی است که شرکت کنندگان یک تعهد الزام‌آور به وجود می‌آورد تا در ساخت یک کالای عمومی سهیم باشند، مشروط به یک حد نصاب که از پیش تعیین شده رسیده باشد. در غیر این صورت کالای مورد نظر تولید نمی‌شود و هر گونه کمک پولی پس داده می‌شود. قرارداد تضمین غالب، یک تنوع است که یک کار آفرین ایجاد می‌کند قرارداد را و تعهد اولیه به‌علاوه یک مجموع پول اضافی را باز پرداخت می‌کند اگر به حد نصاب نرسیده باشد. (کارآفرین با جمع‌آوری یک هزینه سود می‌برد اگر به حد نصاب رسیده باشد و کالای مورد نظر ایجاد شود).

## یارانه‌ها و محصولات مشترک
یک دولت ممکن است تولید یک کالای عمومی در بخش خصوصی را یارانه بندی کند. بالعکس، اقدام دولت، یارانه‌ها ممکن است برخی صورت‌های بازار رقابتی را نتیجه می‌دهد. امکان بالقوه برای موافقین (برای مثال، یک اتحاد بین طرفداران سیاسی و تجار دریافت کنندگان یارانه‌ها) می‌تواند با پیشنهاد مرموز برای یارانه‌ها یا تولید یارانه‌ها پیرو اصول کلی صریح محدود شود. بسته به ماهیت یک کالای عمومی و یک یارانه مرتبط، مشکلات عامل اقتصادی اصلی می‌تواند بین شهروندان و دولت یا بین دولت و تولیدکنندگان گیرنده یارانه ایجاد شود؛ این اثر و اقدامات متقابل انجام شده تا آن را از بین ببرد می‌تواند منافع یارانه را کاهش دهد.
یارانه‌ها می‌تواند هم چنین در مناطقی با یک امکان بالقوه برای غیر فرد گرایان استفاده شود:برای مثال، یک دولت ممکن است یارانه بندی کند ابزارها را تا آلودگی هوا را کاهش دهد و در خواست از شهروندان تا هزینه‌های باقی‌مانده را کاهش دهند.
به‌طور مشابه، یک مدل محصول مشترک اثر همکاری الحاق یک کالای خصوصی با یک کالای عمومی را تحلیل می‌کند. برای مثال، یک کاهش مالیات (کالای خصوصی) می‌تواند با دادن صدقه (کالای عمومی) گره زده شود. آن می‌تواند نشان داده شود که ایجاد کالای عمومی افزایش می‌یابد وقتی که به یک کالای خصوصی گره زده شده، در امتداد این که کالای خصوصی توسط یک انحصارگر ایجاد می‌شود (در غیراین صورت کالای خصوصی توسط رقابت کنندگان بدون ارتباط با کالای عمومی تولید خواهد شد).